# Autrécourt-sur-Aire
Autrécourt-sur-Aire is een dorp en een gemeente in de landstreek Argonne in het Franse departement Meuse (regio Grand Est) en telt 110 inwoners (1999).
Autrécourt-sur-Aire is het enige dorp in de gemeente en  maakt deel uit van het arrondissement Bar-le-Duc en sinds maart 2015 van het toen opgerichte kanton Dieue-sur-Meuse. Daarvoor was het deel van het toen opgeheven kanton Seuil-d'Argonne.

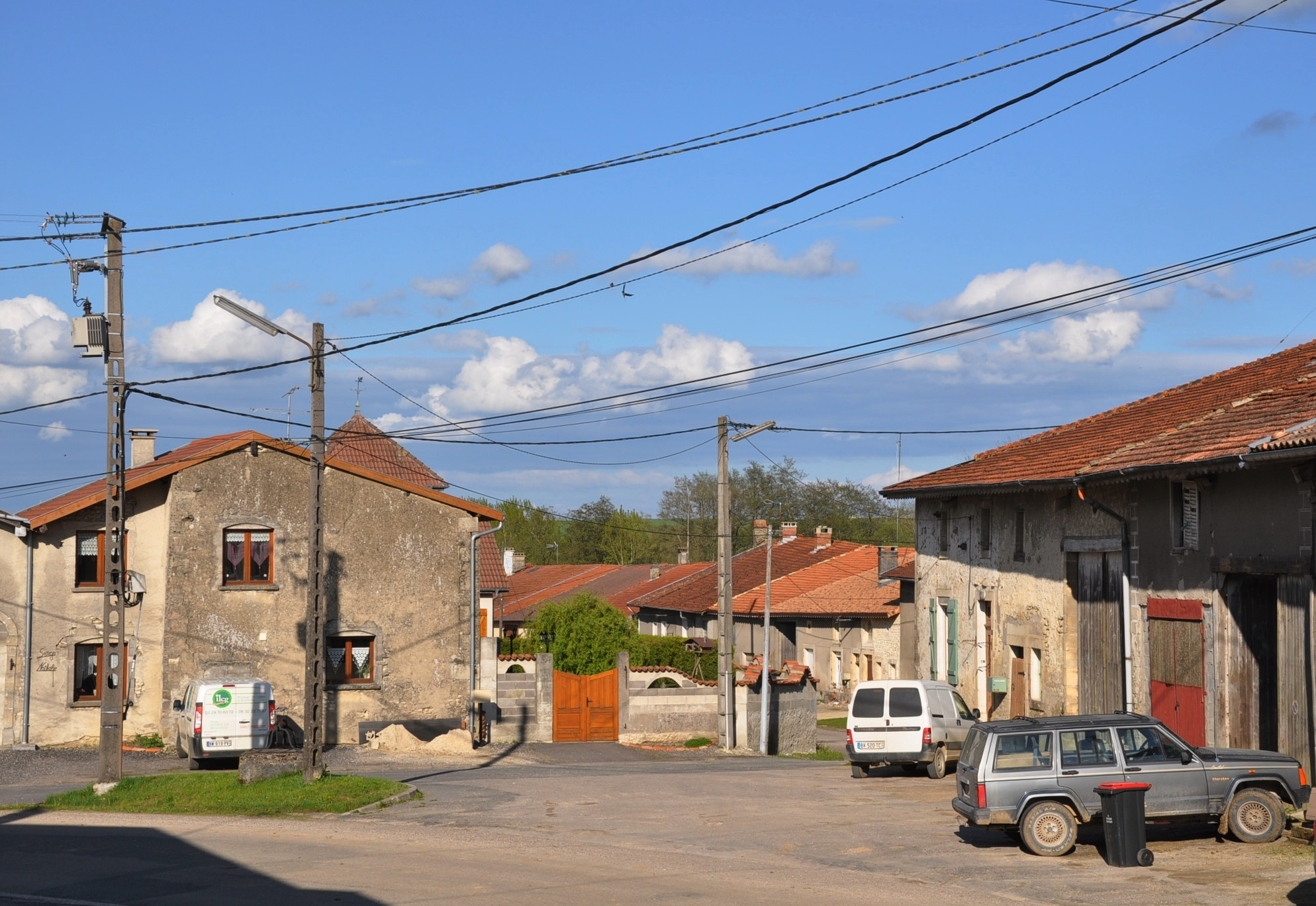
Tafereel in het dorp
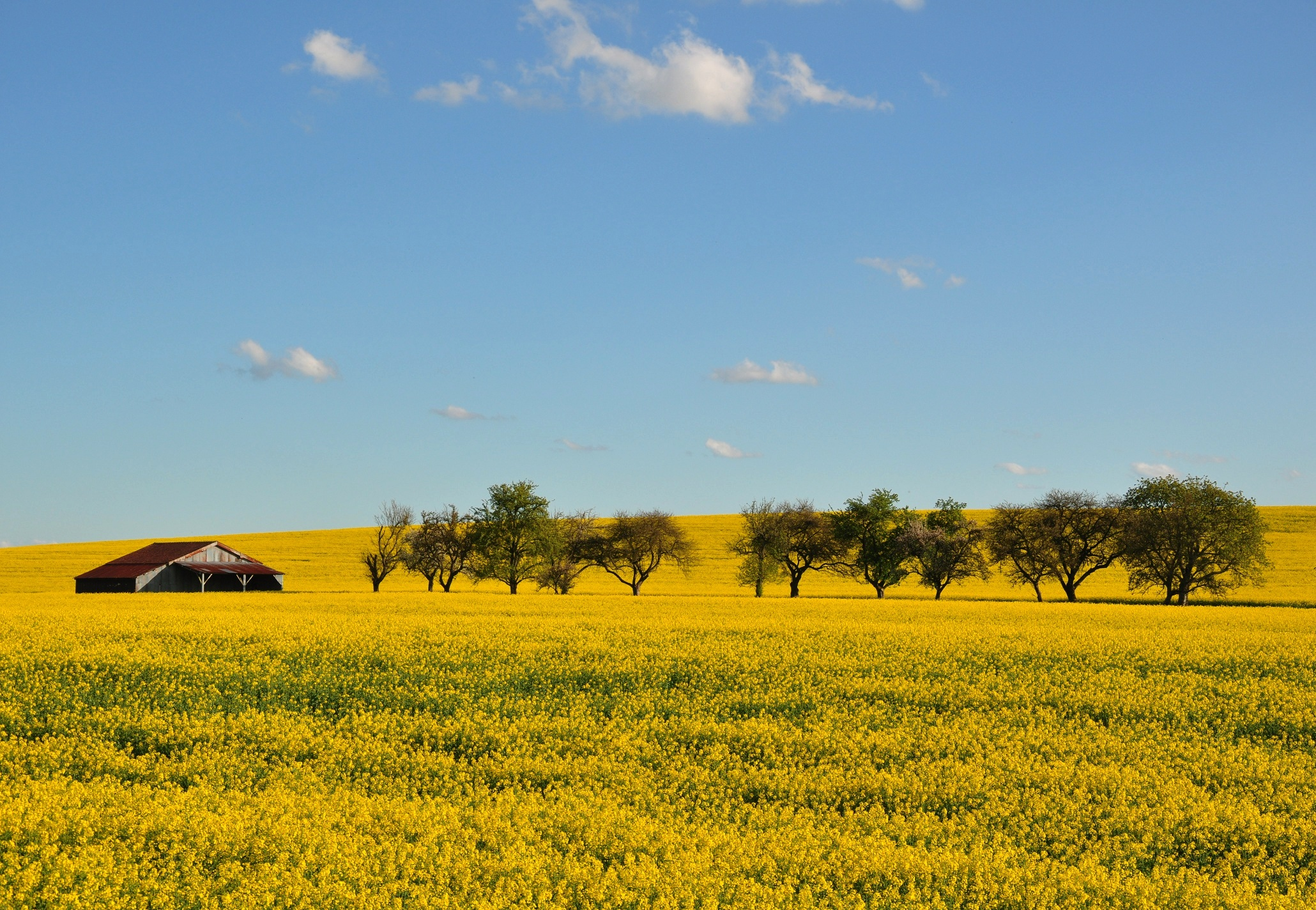
Lente in Autrécourt-sur-Aire

## Geografie
De onderstaande kaart toont de ligging van Autrécourt-sur-Aire met de belangrijkste infrastructuur en aangrenzende gemeenten.

De oppervlakte van Autrécourt-sur-Aire bedraagt 10,5 km², de bevolkingsdichtheid is 10,5 inwoners per km². Het dorp ligt aan de rivier de Aire.

## Demografie
Onderstaande figuur toont het verloop van het inwonertal (bron: INSEE-tellingen).